# ブレンデン・ジャメンズ
ブレンデン・ジャメンズ（Bredan Jimenez、2000年12月4日 - ）は、ジャパンラグビーリーグワン日野レッドドルフィンズに所属するラグビーユニオン選手。

## プロフィール
- オーストラリア出身。
- ポジションはウィング(WTB)、センター(CTB)、フルバック(FB)[1]。
- 身長 182 cm、体重 85 kg
- U18オーストラリア代表に選ばれたことがある[2]。

## 略歴
ブランビーズライナーズを経て、2021年、日野レッドドルフィンズに加入。